# Bataille de Great Swamp
Guerre du Roi Philip
La bataille de Great Swamp est une bataille cruciale de la guerre du Roi Philip qui opposa le 19 décembre 1675 des troupes de la milice de Nouvelle-Angleterre aux Narragansetts.